# N26
N26 (Номер 26) — немецкий интернет-банк со штаб-квартирой в Берлине, Германия. В настоящее время[когда?] N26 работает в Австрии, Бельгии, Германии, Греции, Дании, Ирландии, Исландии, Испании, Италии, Лихтенштейне, Люксембурге, Нидерландах, Норвегии, Польше, Португалии, Словакии, Словении, Финляндии, Франции, Швейцарии, Швеции и Эстонии. Он предоставляет бесплатный основной контокоррентный счёт и дебетовую карту с доступными овердрафтами и инвестиционными продуктами, а также премиум-счетами за ежемесячную плату.
Банк не имеет отделений и обслуживает своих клиентов дистанционно.

## История
Компания была основана как стартап в области финансовых технологий в 2013 году Валентином Стальфом и Максимилианом Тайенталем. Название происходит от кубика Рубика, состоящего из 26 маленьких кубиков.
В апреле 2015 года N26 получил 10 миллионов евро от Valar Ventures.
До 2016 года компания работала на основе лицензии своих партнёров Wirecard и Barzahlen, но впоследствии получила собственную лицензию от Европейского центрального банка и стала первым интернет-банком Европы.
В декабре 2016 года N26 объявил, что его основной контокоррентный счёт станет доступен 17 странам еврозоны.
В октябре 2018 N26 вышел на рынок Великобритании, а в июле 2019 оформление счёта стало доступным для клиентов в США.
11 февраля 2020 года N26 объявил о прекращении ведения бизнеса в Великобритании и закрытии всех счетов с 15 апреля в связи с выходом Великобритании из Европейского Союза.
В сентябре 2020 года N26 объявил о назначении бывшего исполнительного директора Dropbox Адриенна Гормли главным операционным директором компании, заменив Мартина Шиллинга, который расстался с компанией в марте.
С 18 января 2022 года N26 прекратил деятельность в США.
По данным N26, в его офисах в Берлине, Нью-Йорке, Барселоне, Вене и Сан-Паулу работает более 1500 человек.

## Услуги
N26 предоставляет все услуги классического банка: обслуживание текущего счёта, выпуск банковских карт, доступ к своим счетам, открытие депозитов, обслуживание овердрафта, перевод средств. В дополнение к этому, с помощью сервисов от партнёров банка, прямо в приложении можно оформить договор инвестирования на рынке ценных бумаг Европы, заключить договор страхования или открыть кредитную линию.
Банк первым в Европе предложил пользователям металлические карты MasterCard.